# Кейко Фухіморі
Кейко Софія Фухіморі Ігучі (ісп. Keiko Sofía Fujimori Higuchi, яп. 藤森 恵子; нар. 25 травня 1975, Ліма) — перуанська політична діячка, перша леді Перу, кандидатка у президенти на виборах 2011 року і на виборах 2016 року. 
Дочка Альберто Фухіморі. У період президентства свого батька почала навчання в Університеті Стоуні-Брук в США, у 1997 році отримала диплом Бостонського університету. У 1994 році після розлучення батьків отримала титул першої леді Перу. Активно займалася благодійністю, переважно на користь дітей.
У 2004 році пошлюбила громадянина США Марка Вілланелла, який у 2009 році теж став громадянином Перу.
Після початку судового переслідування батька у 2005 році увійшла у велику політику, взявши участь у виборах до Конгресу Республіки Перу 2006 року від партії «Alianza por el Futuro» (абревіатура назви партії, AF, також є ініціалами Альберто Фухіморі) і набравши 602 869 голосів в окрузі Ліма, що стало абсолютним рекордом для одного кандидата на цих виборах. Депутатка Конгресу у 2006—2011.
У 2010 року оголосила про висунення на посаду президента Перу на виборах 10 квітня 2011 від блоку «Fuerza 2011». Кандидатом у віцепрезиденти став Рафаель Рей, колишній міністр оборони. В ході голосування 10 квітня отримала 23,49 % голосів, посіла друге місце і вийшла до другого туру (5 червня). Після обробки 99 % бюлетенів у другому турі її результат становить 48,452 %; таким чином, Кейко посіла друге місце на виборах, поступившись Ольянте Умалі.